# Niceta
Niceta – żeński odpowiednik imienia Nicetas. U Słowian zachodnich znana jest też inna forma tego imienia, Nikita, które jest imieniem zarówno żeńskim, jak i męskim.
Niceta imieniny obchodzi: 17 października.
Znane osoby noszące imię Niceta:
- Nikita Howarth (ur. 1998) – nowozelandzka niepełnosprawna pływaczka